# The Green Connection
The Green Connection (o la Conexión Verde) es un acuario y un centro de descubrimiento científico en Kota Kinabalu, en el estado de Sabah en el este del país asiático de Malasia. La Conexión Verde abrió sus puertas en mayo de 2010 y está situado a las afueras de la parte de abajo de la ciudad de Kota Kinabalu, en la esquina noroeste de la isla de Borneo. 
Posee 1 hectárea de superficie, y muestra la biodiversidad de Borneo  con exhibiciones que presentan más de 1200 especies de siete ecosistemas, con exhibiciones interactivas que incorporan muchos aspectos de la ciencia acuática. Cuenta con 650.000 litros (170.000 USgal) de recirculación de agua, y exhibe 12.500 plantas y animales que representan 670 especies.